# 南山城 (備中国)
南山城（みなみやまじょう）は、岡山県倉敷市の旧真備町から旧船穂町にかけてあった日本の城（山城）。

## 概要
城跡は高梁川と小田川の合流点地点にある標高67メートルの丘陵上に築かれており、北に旧山陽道を望むことができる。周辺の歴史背景や畝状空堀群の存在から16世紀後半に毛利氏勢が築いた可能性が指摘されている。城跡は約110メートル四方の規模で、複数の曲輪があり、横矢が設けられている箇所もある。

## 発掘調査
国土交通省の小田川合流点合流点付替え事業に伴い、岡山県古代吉備文化財センターが2017年（平成29年）4月から南山城跡の発掘調査を実施しており、2019年（令和元年）10月末の調査終了後に山ごと姿を消す見込みとされる。発掘調査成果として、掘立柱建物・塹壕の可能性のある溝・つぶて石（投石）と考えられる石が集められた箇所があるのが見つかっている。